# Бриллиантовый юбилей Елизаветы II
Бриллиантовый юбилей правления королевы Елизаветы II — празднование 60-летия восшествия на престол Елизаветы II в государствах Содружества наций в течение 2012 года. Принцесса Елизавета Английская была коронована после смерти от рака легких её отца Георга VI 6 февраля 1952 года. На момент восшествия на престол она была главой Британского содружества наций и монархом семи независимых государств.
Королева Елизавета II стала вторым монархом Соединенного Королевства, отметившим бриллиантовый юбилей правления. Первой была королева Виктория в 1897 году. Планы мероприятий по празднованию Бриллиантового юбилея Елизаветы II обсуждались на встрече глав правительств государств Содружества в 2011 году. Празднование включает в себя множество торжественных мероприятий. Кабинет министров в качестве юбилейного подарка впервые пригласил королеву на своё последнее заседание, прошедшее 18 декабря 2012 года в качестве наблюдателя. Елизавета ll присутствовала на заседании в течение 45 минут.